# Channa pulchra
Channa pulchra es una especie de pez del género Channa, familia Channidae. Fue descrita científicamente por Britz en 2007.
Se distribuye por Asia: en el estado de Rakáin, Birmania. La longitud total (TL) es de 30 centímetros. Especie demersal que habita en aguas dulces.
Está clasificada como una especie marina inofensiva para el ser humano.